# Pilot (Obitelj Soprano)
"Pilot" (poznata i kao "The Sopranos") prva je epizoda HBO-ove televizijske serije Obitelj Soprano. Napisao ju je i režirao autor i izvršni producent serije David Chase. Originalno je emitirana u Sjedinjenim Državama 10. siječnja 1999.

## Radnja
Mafijaš iz New Jerseyja Tony Soprano iz zločinačke obitelji DiMeo iznenada izgubi dah i onesvijesti se spremajući roštilj. Nakon što liječnici ne uspijevaju otkriti fizički uzrok njegova stanja, njegov gubitak svijesti biva okarakteriziran kao napad panike. Upućuju ga na psihijatricu Jennifer Melfi. Na svojem prvom sastanku, par razgovara o događajima koji su prethodili njegovoj nesvjestici.
Predstavljajući se kao "konzultant za gospodarenje otpadom", Tony počne opisivati dan u kojem je doživio napad. Tony je isprva nekooperativan, izražavajući prezir prema psihološkoj praksi. Doktorici Melfi priča o stresu svoga poslovnog života - ima osjećaj da je došao na rub nečega te opisuje svoju nostalgiju za prošlim vremenima. Tony ispriča dr. Melfi priču o obitelji pataka koje su se nastanile u njegovu bazenu. Kod kuće ima problema sa svojom kćeri, Meadow, koja se druži s Hunterom Scangarelom, za kojeg njegova supruga smatra kako je loš utjecaj. Kasnije spominje kako se njegove kćer i supruga ne slažu. Dodaje i priču o stresnom upoznavanju svoga "nećaka" Christopher s obiteljskim poslom. Nakon što se upoznao s osnovnim pravilima onoga što spada pod povjerljivost liječnika i pacijenta, Tony počinje govoriti otvorenije o svojoj karijeri, ali zataji nasilne detalje. 
Tony opisuje napornu brigu za svoju ostarjelu majku, Liviju, koja je nepopustljivo pesimistična i cinična te u isto vrijeme zahtijeva i prezire pomoć. Spominje i odnos svoje supruge s njezinim svećenikom, ocem Philom Intintolom. Krajem prvog sastanka s dr. Melfi uspijeva uvjeriti Tonyja da se osjeća depresivno, ali on izjuri van nakon što ga ona upita da detaljnije opiše odnos s patkama.
Livijin podrugljivi ispad tijekom obiteljskog posjeta Green Grovea, staračkog doma u koji Tony pokušava smjestiti svoju majku, izaziva drugi napad panike. Tony se vraća dr. Melfi. Ona mu propiše Prozac. Tony ne odlazi na njihov sljedeći sastanak, ali kad je susretne u restoranu Vesuvio's, kaže joj kako su se "savjeti za dekoraciju" koje mu je dala uistinu pokazali uspješnima. Dečko dr. Melfi ostaje impresioniran Tonyjem i činjenicom da im je uspio pronaći stol nakon što im je domaćica (Adriana La Cerva) isprva najavila da će morati pričekati.
Na njihovu sljedećem sastanku, Tony se i dalje ne želi suočiti sa svojim psihološkim slabostima. Za svoje poboljšano raspoloženje priznanje odaje lijekovima, ali dr. Melfi mu kaže kako to ne može biti slučaj jer je potrebno šest tjedana da počnu djelovati. Tony opisuje san u kojem mu ptica ukrade penis. Dr. Melfi iz toga izvlači zaključak kako je Tony projicirao svoju ljubav za svoju obitelj na obitelj pataka koja živi u njegovu bazenu. Na svoju konsternaciju, on se rasplače. Ona mu kaže kako je njihov uzlet iz bazena izazvao napad panike kroz strah od gubitka vlastite obitelji. 
Kroz epizodu publika o Tonyjevu životu saznaje više od onoga što on govori dr. Melfi, kroz poteze prikazane u flashbackovima koji se sastoje od njegova dijaloga s njom. Osim nasilja, jedna od većih stvari koje on ne priznaje dr. Melfi činjenica je da njegova supruga zna kako je on bio nevjeran te mu to zamjera. Na večeri sa svojom ljubavnicom Tonyja pozdravlja voditelj restorana, koji mu kaže kako ga je lijepo vidjeti te da je prošlo mnogo godina otkad je posljednji put tu jeo. Kasnije održi isti govor kad Tony stiže s Carmelom, pomažući Tonyju u prikrivanju njegove nevjere. Na toj večeri Tony priznaje Carmeli da uzima Prozac i viđa psihijatra. Carmela, koja misli kako Tony namjerava priznati preljub, presretna je te kaže Tonyju kako je ponosna na njega. Tony kaže kako je rekao samo njoj jer je ona jedina apsolutno iskrena s njim, na što se Carmela počne sprdati s njim.
Tonyjev nećak i podređeni mafijaš, Christopher, pronalazi vlastiti način rješavanja razmirice s češkom tvrtkom za gospodarenje otpadom, Triborough Towers garbage, koja predstavlja konkurenciju tvrtki-paravanu obitelji Soprano, Barone Sanitation. U pozadini mesnice Satriale's Deli ubije nasljednika tvrtke Emila Kolara. Isprva planirajući baciti tijelo u kontejner obitelji Kolar kao primjer, Christopher umjesto toga prihvati savjet dugogodišnjeg obiteljskog vojnika, Salvatorea "Big Pussyja" Bonpensiera, koji mu kaže da zakopa tijelo kako bi izbjegao policijsku istragu i ujedno zastrašio Kolarove. Kolarovi nakon Emilova nestanka odustaju od konkurentske ponude.
Tony pokazuje liderske osobine započevši novi posao inspiriran MR snimkom. Mahaffey, kompulzivni kockar koji duguje Tonyju, biva zastrašen tako da daje lažne trdnje o otplati dugova organizaciji kako bi pokrio svoje dugove. Herman "Hesh" Rabkin, stari židovski prijatelj Tonyjeva oca, savjetuje Tonyja o poslu i problemima s njegovim problemima sa stricom Juniorom, koji je ljubomoran na premoć Tonyja (i Tonyjeva oca) u organizaciji.
Tonyjev stric Junior želi ubiti prebjega Gennara "Little Pussyja" Malangu u restoranu Artieja Bucca, Vesuvio's. Tony, Artiejev prijatelj od djetinjstva, boji se da bi mafijaška likvidacija mogla naštetiti prijateljevu poslu. Međutim, Junior odbija preseliti likvidaciju na drugu lokaciju, objasnivši kako se Malanga neće sastati s njim ako mjesto sastanka ne bude poznato i sigurno. Pokušavši natjerati Artieja da na neko vrijeme zatvori Vesuvio's, i ujedno prisili Juniora da ubije Malangu negdje drugdje, Tony ponudi Artieju dvije karte za jednotjedno krstarenje. Ali Charmaine, Artiejeva žena, ne želeći da joj se muž spetlja s mafijom, zahtijeva da on odbije Tonyjevu ponudu. U nemogućnosti da uvjeri Artieja, Tony povjerava svom vjernom pomoćniku, Silviju Danteu, da postavi eksploziv u Artiejevu restoranu, u nadi da bi Artie mogao naplatiti novac od osiguranja bez da se upliće u mafijaški obračun. Tony upućuje Silvija o svojem planu na odbojkaškoj utakmici svoje kćeri, pokazujući jarki kontrast između svoga života brižnog oca i nasilnog kriminalca. 
Na A.J.-evoj rođendanskoj zabavi, Tonyjeva ekipa tješi Artieja koji je izgubio svoj restoran, a Tony kaže Artieju da će mu uvijek pomagati. Chris se naljuti i odjuri; Tony ga pritisne i sazna da je iritiran što nije dobio priznanje za svoj doprinos u nedavnom sukobu. Tony se ispriča Chrisu, objasnivši kako ga njegovi roditelji nikad nisu hvalili ili podupirali. Nakon što Chris počne pričati o scenarističkim ponudama iz Hollywooda, Tony zgrabi Chrisa, ali se ubrzo smiri.
No, tijekom vožnje Livije na zabavu, ogorčeni Junior dođe na ideju eliminiranja Tonyja ako se nastavi miješati u njegov posao. Njegova šurjakinja samo pogleda na drugu stranu u tišini.

## Umrli
- Emil Kolar: Češki nasljednik konkurentskog vlasnika tvrtke za gospodarenje otpadom kojeg ustrijeli Christopher.

## Nagrade
David Chase je svoj doprinos na ovoj epizodi osvojio nagradu Ceha američkih redatelja.

## Produkcija
Ovo je prva od samo dvije epizode koje je režirao autor serije, David Chase. Druga je završnica serije, "Made in America". Iako je ova epizoda na DVD izdanju nazvana "The Sopranos", tijekom originalnog emitiranja i kasnijeg repriziranja zvala se "Pilot". Pret-produkcija je počela u ljeto 1997., godinu i pol prije nego što se serija pojavila na televiziji. Tijekom te jednogodišnje stanke, James Gandolfini je zbog uloge Tonyja nabio 30-ak kilograma i podvrgnuo se glasovnim vježbama. U "Pilotu" su Siberia Federico i Michael Santoro igrali Irinu i oca Phila. U budućim su ih epizodama zamijenili Oksana Babiy i Paul Schulze. Mesnica korištena kao okupljalište je Centanni's Meat Market, stvarna mesnica u Elizabethu, New Jersey. No, kako je mesnica imala dosta prometa, a vlasnicima lokalnih trgovina je smetalo stalna produkcija, HBO je otkupio napuštenu lokaciju u Kearnyju, New Jersey koja je postala Satriale's Pork Store.

## Reference na druge medije
- Tony spominje kako se divi Garyju Cooperu jer je snažni tihi tip, pravi Amerikanac koji se nije vodio osjećajima. To je početak trenda u seriji koji podrazumijeva Tonyjevo korištenje referenci na klasični Hollywood.
- Christopher spominje Lucu Brasija, obiteljskog vojnika iz Kuma, čija je smrt objavljena kad je rečeno kako "spava s ribama". Pussy pokušava uvjeriti Christophera kako se svaka situacija ne može riješiti nasiljem, što započinje trend u seriji prema kojem mlađa generacija ima nerealistična očekivanja od svoje profesije, često pod utjecajem popularne kulture.
- Carmela i otac Phil gledaju Polje snova. Razgovaraju i o trilogiji Kum, a Carmela otkriva kako se Tonyju najviše sviđa Kum II zbog scena smještenih na Siciliji. Otac Phil zatim upita Carmelu kakvo je Tonyjevo mišljenje o Dobrim momcima. Prije nego što ona uspijeva odgovoriti, omete je zvuk zveketa po prozoru, za što se ispostavlja da je Meadow koja se pokušava ušuljati pri povratku sa zabave. Tony se kasnije u epizodi referira na Dobre momke tijekom svađe s Christopherom.
- Kad obitelj posjećuje Green Grove, u pozadini svira tema serije The Rockford Files čiji je David Chase bio scenarist.
- Tony kaže kako je mislio da je bio "Hannibal Lecture" prije nego što je počeo ići na terapiju - referenca na slavnog fiktivnog kanibala i jedan od prvih primjera pogrešnog korištenja ili iskrivljivanja pojmova. Ta tehnika u seriji je postala sredstvo humora i pokazivanja nedostatka obrazovanja mafijaša.
- Kad Chris kaže Tonyju kako je djevojka njegova rođaka Gregoryja direktorica razvoja u Hollywoodu koja mu je rekla kako bi mogao prodati životnu priču za milijune dolara, Tony bijesno odvraća, "Ubit ću te. Što ćeš, postat ćeš Henry Hill? Znaš li koliko mafijaša prodaje scenarije i sve upropaste?" Ovo je očita referenca na Dobre momke, film Martina Scorsesea koji dramatizira stvarni život mafijaša i kasnijeg doušnika Hilla. Michael Imperioli u tom je filmu imao manju ulogu Michaela "Pauka" Gianca.

## Poveznice sa sljedećim epizodama
- Pussy Malanga, čovjek kojeg Junior želi ubiti u Artiejevu restoranu ista je osoba koju Junior zamjenjuje za Tonyja kad ga ustrijeli u epizodi šeste sezone "Members Only".
- Carmela kaže Tonyju da će otići u Pakao kad umre. Tony je podsjeti na to u epizodi "Whitecaps". U "Join the Club", uplakana Carmela kaže komatiziranom Tonyju da žali što je to rekla.
- Christopher podsjeti Tonyja da je djevojka njegova rođaka razvojna direktorica, koja se pojavljuje u epizodi druge sezone "D-Girl".
- Dr. Bruce Cusamano, Tonyjev susjed i obiteljski liječnik, spominje se u ovoj epizodi, a prvi se put pojavljuje u epizodi "A Hit Is a Hit".
- Opisujući strica Juniora, Tony kaže dr. Melfi da ga je osramotio rekavši svim rođakinjama da nikad neće postati sveučilišni sportaš. Junior to isto ponavlja nekoliko puta u epizodi pete sezone "Where's Johnny?".
- Carmela želi odvesti Meadow u Plaza Hotel kako bi nastavile obiteljsku tradiciju. Iako Meadow u ovoj epizodi to odbija, to se konačno događa u epizodi četvrte sezone "Eloise".
- U ovoj se epizodi prvi put pojavljuje Tonyjeva jedriličarska kapa Johna F. Kennedyja koju čuva na svom brodu The Stugots. Kasnije je pokazuje u epizodi pete sezone "In Camelot".
- A.J.-ev rođendan otkriva se u epizodi šeste sezone "Kaisha" kao 15. srpnja, što sugerira kako se ova epizoda odvija ljeti. Međutim, Hunter pokupi Meadow za školu iako bi u to vrijeme trebao biti ljetni odmor.
- Prije nego što Christopher ubija Emila Kolara, poslužuje mu kokain na sjekiri. Christopher u šestoj sezoni producira film zvan Sjekira.
- Dok se Tony sprema reći Carmeli o svojoj terapiji i Prozacu, ona se uzruja prije nego što je on uspio objasniti, na što on odgovara "Uvijek moraš dramatizirati". U završnici serije, "Made in America", Carmela objašnjava što se moglo dogoditi A.J.-u da se pridružio vojsci, na što on isto tako odgovara, "Uvijek moraš dramatizirati". U epizodi "Down Neck", Johnny Boy Soprano izgovara istu rečenicu Liviji u Tonyjevu prisjećanju.

## Glazba
- Pjesma u odjavnoj špici je "The Beast in Me" Nicka Lowea. Korištenje je pridonijelo njezinom populariziranju.[1]
- Pjesma koja svira u kuhinji tijekom scene doručka dok se Tony igra s patkama je "Shame Shame Shame" Shirley & Company.
- Pjesma koja svira u sceni gdje Christopher i Tony love čovjeka koji duguje novac Tonyju je "I Wonder Why" sastava Dion and the Belmonts. Pjesma se nalazi i na soundtracku filma Priča iz Bronxa.
- Pjesma koja svira tijekom scene roštiljanja je "No More I Love You's"  Annie Lennox.

## Vanjske poveznice
- Pilot u internetskoj bazi filmova IMDb-a
- Serijalin retrovizor: The Sopranos 1x01 - Pilot Marko Đurđević, Serijala.com, 3. kolovoza 2015.
- (engl.) The Sopranos: "The Sopranos" Todd VanDerWerff, A.V. Club.com, 2. lipnja 2010.
- (engl.) 'The Sopranos' Rewind: Season 1, Episode 1: 'The Sopranos'  Arhivirana inačica izvorne stranice od 18. listopada 2015. (Wayback Machine) Alan Sepinwall, HitFix.com, 3. lipnja 2015.